# Кюснахт (Швиц)
Кюснахт (нем. Küssnacht; до конца 2003 года Кюснахт-ам-Риги; нем. Küssnacht am Rigi, алем. нем. Chüsnacht am Rigi) — коммуна в Швейцарии, в кантоне Швиц.
Образует округ Кюснахт. Население составляет 13 300 человек (на 31 декабря 2019 года). Официальный код — 1331.
В городе родился известный швейцарский художник Ханс Эмменеггер.